# Copa del Rey 2005/06
Die Copa del Rey 2005/06 war die 102. Austragung des spanischen Fußballpokals.
Der Wettbewerb startete am 31. August 2005 und endete mit dem Finale am 12. April 2006 im Estadio Santiago Bernabéu (Madrid). Titelverteidiger des Pokalwettbewerbs war Betis Sevilla. Den Titel gewann Espanyol Barcelona durch einen 4:1-Erfolg im Finale gegen Real Saragossa. Damit qualifizierte sich der Verein für den UEFA-Pokal 2006/07.

## Modus
Die Copa del Rey wird in Runden ausgespielt. Gespielt wird in den ersten drei Runden nur in einem Spiel – bei Unentschieden wird mit Verlängerung, ggf. Elfmeterschießen eine Entscheidung gesucht. Ab dem Achtelfinale werden die Duelle in Hin- und Rückspiel ausgetragen. In der Copa del Rey gelten die gleichen Regeln wie bei europäischen Clubwettbewerben: Auswärtstore zählen mehr als Heimtore. Das Finale wird in einem Spiel ausgetragen, der Sieger bei Unentschieden durch Verlängerung bzw. Elfmeterschießen gesucht.

## Erste Hauptrunde
Die Spiele wurden am 31. August 2005 ausgetragen.
|                   | Ergebnis        |                        |
| ----------------- | --------------- | ---------------------- |
| Real Murcia       | 1:0             | CD Teneriffa           |
| Lorca Deportiva   | 1:2             | Ciudad de Murcia       |
| Recreativo Huelva | 3:2             | FC Elche               |
| Racing de Ferrol  | 2:0             | Sporting Gijón         |
| CD Castellón      | 0:2             | UE Lleida              |
| Hércules Alicante | 0:1             | Gimnàstic de Tarragona |
| Albacete Balompié | 2:1             | Polideportivo Ejido    |
| UD Almería        | 0:0 (1:3 i. E.) | CD Numancia            |
| Deportivo Xerez   | 1:1 (4:2 i. E.) | Real Valladolid        |
| UD Levante        | 0:1             | SD Eibar               |

## Zweite Hauptrunde
Die Spiele wurden am 14. und 15. September 2005 ausgetragen.
|                  | Ergebnis        |                        |
| ---------------- | --------------- | ---------------------- |
| CD Baza          | 2:1             | Ciudad de Murcia       |
| FC Córdoba       | 0:3             | Gimnàstic de Tarragona |
| Club Portugalete | 0:1             | Real Unión             |
| Burgos CF        | 3:1             | UD Salamanca           |
| Águilas CF       | 1:1 (4:5 i. E.) | CD Numancia            |
| AD Ceuta         | 0:1             | SD Eibar               |
| SD Lemona        | 0:2             | UE Lleida              |
| CD Alcoyano      | 3:0             | Racing de Ferrol       |
| FC Alicante      | 2:0             | Recreativo Huelva      |
| Rayo Vallecano   | 1:0             | Real Oviedo            |
| Zamora CF        | 1:0             | FC Villajoyosa         |
| CE l’Hospitalet  | 2:0             | Pontevedra CF          |
| CD Alcalá        | 2:4             | Deportivo Xerez        |
| UD Mérida        | 2:3             | Albacete Balompié      |
| SD Tenisca       | 0:0 (3:2 i. E.) | Real Murcia            |
| FC Terrassa      | 2:3             | Logroñés CF            |
| UD Almansa       | 1:2             | UD Las Palmas          |

## Dritte Hauptrunde
Die Spiele wurden am 19. und 20. Oktober 2005 ausgetragen.
|                   | Ergebnis        |                        |
| ----------------- | --------------- | ---------------------- |
| SD Eibar          | 1:0             | Deportivo Alavés       |
| Deportivo Xerez   | 3:2             | CD Numancia            |
| Rayo Vallecano    | 1:2             | FC Getafe              |
| Real Unión        | 0:1             | Athletic Bilbao        |
| Burgos CF         | 1:0             | Racing Santander       |
| SD Tenisca        | 1:3             | Celta Vigo             |
| UD Las Palmas     | 0:1             | Atlético Madrid        |
| Zamora CF         | 1:1 (2:0 i. E.) | Real Sociedad          |
| FC Alicante       | 1:1 (5:6 i. E.) | Real Saragossa         |
| CD Alcoyano       | 4:1             | RCD Mallorca           |
| FC Logroñés       | 0:1             | UE Lleida              |
| CE l’Hospitalet   | 4:3             | Gimnàstic de Tarragona |
| CD Baza           | 1:1 (4:3 i. E.) | FC Málaga              |
| Albacete Balompié | 1:3             | FC Cádiz               |

## Vierte Runde
Die Spiele wurden am 9. und 30. November 2005 ausgetragen.
|                 | Ergebnis        |                 |
| --------------- | --------------- | --------------- |
| CD Baza         | 0:1             | Celta Vigo      |
| UE Lleida       | 2:4             | FC Getafe       |
| CE l’Hospitalet | 1:3             | Athletic Bilbao |
| Burgos CF       | 0:2             | FC Cádiz        |
| Zamora CF       | 1:1 (4:3 i. E.) | SD Eibar        |
| Deportivo Xerez | 2:2 (6:7 i. E.) | Real Saragossa  |
| CD Alcoyano     | 0:1             | Atlético Madrid |

## Achtelfinale
Die Hinspiele wurden am 3. und 4. Januar, die Rückspiele am 11. und 12. Januar 2006 ausgetragen. Es galt die Auswärtstorregel.
|                     | Gesamt    |                    | Hinspiel | Rückspiel |
| ------------------- | --------- | ------------------ | -------- | --------- |
| Athletic Bilbao     | 0:5       | Real Madrid        | 0:1      | 0:4       |
| Zamora CF           | 1:9       | FC Barcelona       | 1:3      | 0:6       |
| FC Getafe           | 3:4       | Espanyol Barcelona | 0:1      | 3:3       |
| Deportivo La Coruña | 4:2       | CA Osasuna         | 3:0      | 1:2       |
| FC Cádiz            | 3:2       | FC Sevilla         | 3:2      | 0:0       |
| FC Villarreal       | 0:3       | FC Valencia        | 0:2      | 0:1       |
| Celta Vigo          | (a)1:1(a) | Betis Sevilla      | 1:1      | 0:0       |
| Atlético Madrid     | 2:3       | Real Saragossa     | 0:1      | 2:2       |

## Viertelfinale
Die Hinspiele wurden am 19. und 26. Januar, die Rückspiele am 25. Januar und 1. Februar 2006 ausgetragen. Es galt die Auswärtstorregel.
|                     | Gesamt |                    | Hinspiel | Rückspiel |
| ------------------- | ------ | ------------------ | -------- | --------- |
| Real Saragossa      | 5:4    | FC Barcelona       | 4:2      | 1:2       |
| Betis Sevilla       | 0:3    | Real Madrid        | 0:1      | 0:2       |
| FC Cádiz            | 0:4    | Espanyol Barcelona | 0:2      | 0:2       |
| Deportivo La Coruña | 2:1    | FC Valencia        | 1:0      | 1:1       |

## Halbfinale
Die Hinspiele wurden am 8. und 9. Februar, die Rückspiele am 14. und 15. März 2006 ausgetragen. Es galt die Auswärtstorregel.
|                    | Gesamt |                     | Hinspiel | Rückspiel |
| ------------------ | ------ | ------------------- | -------- | --------- |
| Real Saragossa     | 6:5    | Real Madrid         | 6:1      | 0:4       |
| Espanyol Barcelona | 2:1    | Deportivo La Coruña | 2:1      | 0:0       |

## Finale
| Espanyol Barcelona                                   | Espanyol Barcelona | Real Saragossa | Real Saragossa |
| ---------------------------------------------------- | --- | --- | -------------- |
| Espanyol Barcelona                                   | \| 12. April 2006 in Madrid (Estadio Santiago Bernabéu) \| \| Ergebnis: 4:1 (2:1) \| \| Zuschauer: 78.000 \| \| Schiedsrichter: Luis Medina Cantalejo \| | \| 12. April 2006 in Madrid (Estadio Santiago Bernabéu) \| \| Ergebnis: 4:1 (2:1) \| \| Zuschauer: 78.000 \| \| Schiedsrichter: Luis Medina Cantalejo \| | Real Saragossa |
| Espanyol Barcelona                                   | Carlos Kameni – Alberto Lopo, Daniel Jarque, Pablo Zabaleta, David García – Eduardo Costa, Ito (61. Ferran Corominas), Fredson Camara (61. Moisés Hurtado), Iván de la Peña – Luis García, Raúl Tamudo (76. Walter Pandiani) Cheftrainer: Miguel Ángel Lotina | César Sánchez – Leonardo Ponzio, Álvaro Maior, Gabriel Milito, Delio Toledo (75. Raúl Valbuena) – Óscar González (50. Sávio Bortolini Pimentel), Alberto Zapater, Albert Celades (66. José María Movilla), Cani – Ewerthon, Diego Milito Cheftrainer: Víctor Muñoz | Real Saragossa |
| Espanyol Barcelona                                   | 1:0 Raúl Tamudo (1.) 2:1 Luis García (39.) 3:1 Ferran Corominas (71.) 4:1 Luis García (86.) | 1:1 Ewerthon (28.) | Real Saragossa |
| Espanyol Barcelona                                   | Daniel Jarque (16.), Ito (18.), Raúl Tamudo (75.) | Óscar González (26.), Gabriel Milito (36.), César Sánchez (43.), Albert Celades (49.) | Real Saragossa |
| Espanyol Barcelona                                   | César Sánchez (74.) | | Real Saragossa |
| 12. April 2006 in Madrid (Estadio Santiago Bernabéu) | | |                |
| Ergebnis: 4:1 (2:1)                                  | | |                |
| Zuschauer: 78.000                                    | | |                |
| Schiedsrichter: Luis Medina Cantalejo                | | |                |

## Torschützen
| Pl. | Nat.        | Spieler      | Verein         | Tore |
| --- | ----------- | ------------ | -------------- | ---- |
| 1   | Brasilien   | Ewerthon     | Real Saragossa | 8    |
| 2   | Argentinien | Diego Milito | Real Saragossa | 6    |
| 3   | Spanien     | Sergio Mesa  | CD Alcoyano    | 5    |